# Eulogická modlitba
Eulogická (žehnací) modlitba je modlitba žehnání. V katolické církvi ji může pronášet každý pokřtěný člověk, i když některá žehnání jsou tradičně vyhrazena ordinovaným služebníkům. Liturgické žehnání se skládá ze dvou hlavních částí: čtení Božího slova a vlastního obřadu žehnání. Struktura je následující: 
- Úvod – může být libovolný vhodný zpěv, znamení kříže, liturgický pozdrav, přiblížení smyslu žehnání
- Čtení Božího slova – čtení z Bible, je možný i mezizpěv a homílie po čtení
- Vlastní obřad žehnání – přímluvy, eulogická modlitba při které se stojí (může být doprovázena rozpětím rukou, kropením svěcenou vodou, okuřováním nebo dalšími viditelnými znameními)
- Závěr – závěrečné požehnání

Texty používané při jednotlivých žehnáních jsou předepsány v benedikcionálu. Např. žehnání snoubencům, žehnání nemocných, žehnání domova a další.